# Rotsandnollen
Der Rotsandnollen ist ein 2700 m ü. M. hoher Berg zwischen dem Melchtal und dem Engelbergertal in der Schweiz. 

## Lage
Der Gipfel des Rotsandnollens liegt auf der Kantonsgrenze zwischen Nidwalden und Obwalden. Er gehört zu den Unterwaldner Voralpen und damit zu den Luzerner und Unterwaldner Voralpen (Untersektion 14.III der SOIUSA-Klassifizierung).
Er ist die höchste Erhebung der Gemeinde Kerns, der höchste Berg an den Flanken des Sarneraatals und der höchste Punkt in Obwalden nach den Bergen in der Exklave Engelberg: Titlis (3238 m ü. M.) Reissend Nollen (3002 m ü. M.) Grassen (2946 m ü. M.) mit anschliessendem Grassengrat, Wissigstock (2887 m ü. M.) und Engelberger Rotstock (2818 m ü. M.).
Benachbarte Gipfel sind im Norden der Huetstock mit 2676 m ü. M. (dazwischen noch das etwas höhere, aber unbekanntere Hanghorn mit 2679 m ü. M.), im Südwesten der Barglen (Schiben), dahinter die Hohmad, und im Südosten das Schwarzhorn und der Graustock.
Der Gipfel ist mit einer Steinpyramide markiert.

## Besteigung

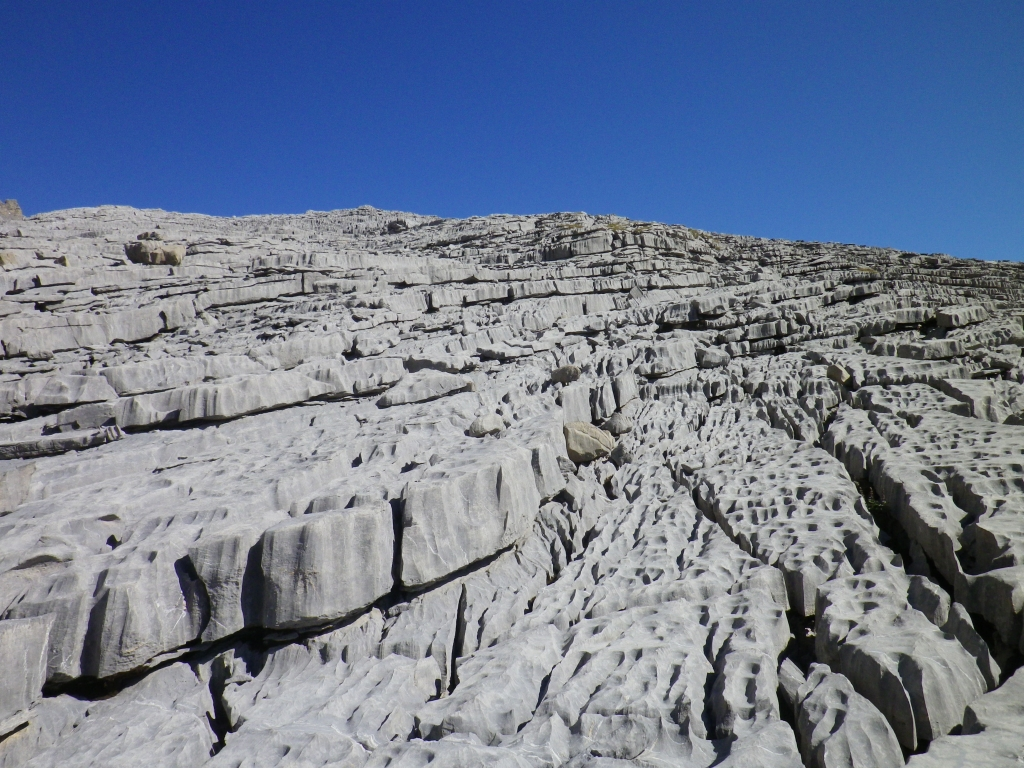
Schrattenkalk-Karstfeld südlich des Rotsandnollens

Der Rotsandnollen kann auf weglosem, aber relativ einfachem Gelände über den Sattel zwischen Barglen und Rotsandnollen erstiegen werden. Die Tour ist in der SAC-Wanderskala mit T2-3 bzw. B (Bergwanderer) klassifiziert. Zu dem Sattel gelangt man ebenfalls über wegloses Gelände. Entweder von der Stöckalp im Tal ausgehend über Unter Boden und die Wolfisalp oder von dem Bonistock im Ferienort Melchsee-Frutt aus. Dabei wird südlich des Rotsandnollens ein Schrattenkalk-Karstfeld mit karrigen Verwitterungsoberflächen durchquert.
Im Winter ist der Rotsandnollen sowohl für Schneeschuhwanderer als auch für Tourengänger ein lohnendes Ziel.